# Marcapata (distrito)
O Distrito peruano de Marcapata é um dos 12 distritos da província de Quispicanchi situada na região de Cusco.

## Transporte
O distrito de Marcapata é servido pela seguinte rodovia:
- CU-125, que liga o distrito de Sicuani à cidade de Camanti
- CU-137, que liga o distrito de Ocongate à cidade
- PE-30C, que liga o distrito de Urcos (Região de Cusco) à Ponte Binacional Brasil-Peru (Fronteira Brasil-Peru) - e a rodovia federal brasileira BR-317 - no distrito de Iñapari (Região de Madre de Dios) [1][2][3]